# Panglao

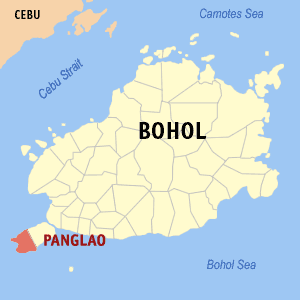
Karta över Bohol som visar Panglao, med halva ön rödfärgad.

Panglao är en ö i provinsen Bohol i Filippinerna.  Öns huvudort heter även den Panglao.
Ön Panglao ligger bara ett par hundra meter från ön Bohol, och öarna förbinds av två landsvägsbroar.
Panglao är en populär turistdestination med många badhotell längs de vita stränderna.

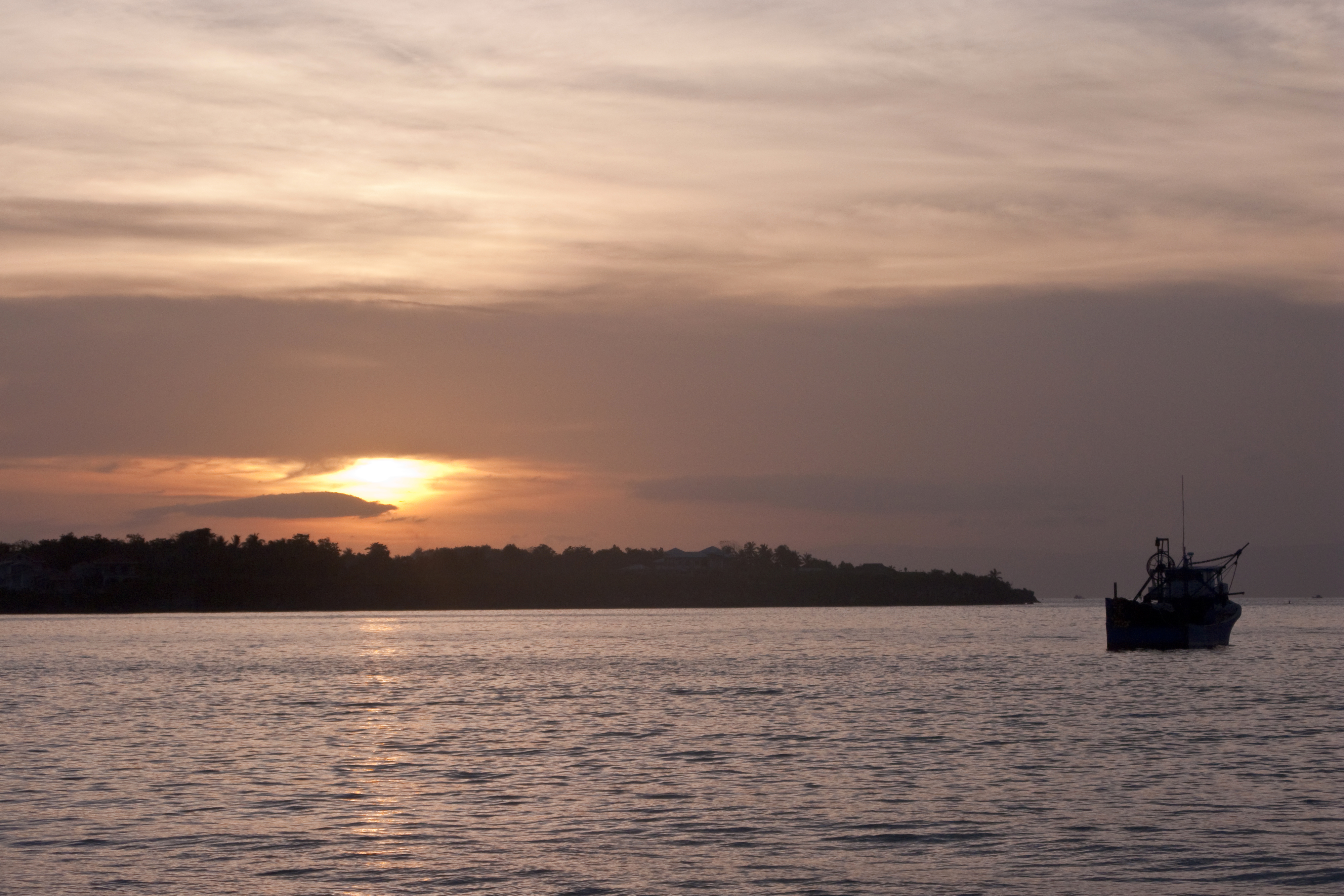
Panglao